# Parasystates
Parasystates är ett släkte av skalbaggar. Parasystates ingår i familjen vivlar.

## Dottertaxa tillParasystates, i alfabetisk ordning[1]
- Parasystates abyssinicus
- Parasystates albovittatus
- Parasystates alpinus
- Parasystates alternans
- Parasystates antennalis
- Parasystates bourgeoni
- Parasystates brunneus
- Parasystates cardui
- Parasystates cinereus
- Parasystates congoanus
- Parasystates costulatus
- Parasystates depressus
- Parasystates elongatus
- Parasystates hancocki
- Parasystates johnstoni
- Parasystates kenyae
- Parasystates kenyanus
- Parasystates kivuensis
- Parasystates minor
- Parasystates neavei
- Parasystates nodipennis
- Parasystates rugulipennis
- Parasystates subconvexus
- Parasystates virescens